# Música dos filmes de Harry Potter

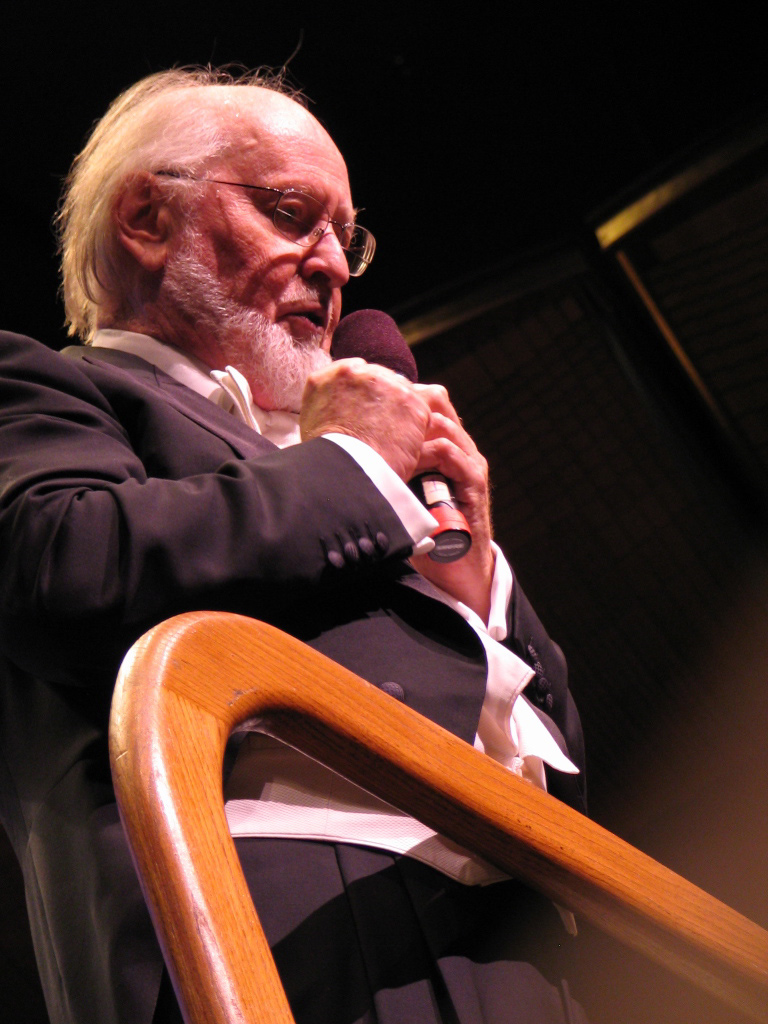
John Williams, compositor dos três primeiros filmes e criador do "Hedwig's Theme".

A música da série de filmes Harry Potter foi gravada e lançada em conjunto com a pós-produção e os lançamentos de cada um dos oito filmes correspondentes. As trilhas sonoras foram compostas por John Williams, Patrick Doyle, Nicholas Hooper e Alexandre Desplat. Embora Williams tenha feito a trilha sonora apenas dos três primeiros filmes, vários motifs que ele criou foram reprisados e incorporados às demais trilhas, especialmente o "Hedwig's Theme", que pode ser ouvido em todos os oito filmes. Outros músicos creditados como autores de músicas originais incluem Jarvis Cocker, The Ordinary Boys e Nick Cave and the Bad Seeds. Jeremy Soule e James Hannigan escreveram a música para os videogames de Harry Potter.

## Visão geral
| Ano  | Título                                        | Compositor        | Condução                      | Orquestrador | Orquestra                      |
| ---- | --------------------------------------------- | ----------------- | ----------------------------- | --- | ------------------------------ |
| 2001 | Harry Potter and the Philosopher's Stone      | John Williams     | John Williams                 | - John Williams - Conrad Pope - Alexander Courage - John Neufeld - Eddie Karam - Pete Anthony - Larry Rench                        | Orquestra Sinfônica de Londres |
| 2002 | Harry Potter and the Chamber of Secrets       | John Williams     | William Ross                  | - John Williams - Conrad Pope - Alexander Courage - John Neufeld - Eddie Karam - Pete Anthony - Larry Rench                        | Orquestra Sinfônica de Londres |
| 2004 | Harry Potter and the Prisoner of Azkaban      | John Williams     | John Williams                 | - John Williams - Conrad Pope - Alexander Courage - John Neufeld - Eddie Karam - Pete Anthony - Larry Rench                        | Orquestra Sinfônica de Londres |
| 2005 | Harry Potter and the Goblet of Fire           | Patrick Doyle     | James Shearman                | - Patrick Doyle - James Shearman - Lawrence Ashmore - John Bell - James McWilliam                                                  | Orquestra Sinfônica de Londres |
| 2007 | Harry Potter and the Order of the Phoenix     | Nicholas Hooper   | Alastair King                 | - Alastair King - Simon Whiteside - Geoff Alexander - Julian Kershaw - Bradley Miles                                               | Orquestra de Câmara de Londres |
| 2009 | Harry Potter and the Half-Blood Prince        | Nicholas Hooper   | Nicholas Hooper Alastair King | - Alastair King - Jeff Atmajian - Simon Whiteside - Daryl Griffith - Bradley Farmer                                                | Orquestra de Câmara de Londres |
| 2010 | Harry Potter and the Deathly Hallows – Part 1 | Alexandre Desplat | Alexandre Desplat             | - Alexandre Desplat - Conrad Pope - Jean-Pascal Beintus - Clifford Tasner - Richard Stewart - Nan Schwartz - Alejandro de la Llosa | Orquestra Sinfônica de Londres |
| 2011 | Harry Potter and the Deathly Hallows – Part 2 | Alexandre Desplat | Alexandre Desplat             | - Alexandre Desplat - Conrad Pope - Jean-Pascal Beintus - Clifford Tasner - Bill Newlin - Nan Schwartz - Alejandro de la Llosa     | Orquestra Sinfônica de Londres |

## Temas emotifs
Ao longo da série, cada compositor criou temas para determinados personagens, itens, locais e ideias. Vários temas podem ser ouvidos em filmes posteriores àquele para o qual foram escritos, embora muito poucos tenham durado toda a série de filmes.

### Primeira aparição emThe Philosopher's Stone
| Tema                      | Descrição | Aparece em |
| ------------------------- | --- | --- |
| Hedwig's Theme            | O tema dominante intimamente identificado e usado com destaque em todos os oito filmes de Harry Potter. Embora seja intitulado "Hedwig's Theme", nem sempre representa especificamente Hedwig, mas sim a ideia mais ampla de magia e da franquia. Sua suíte de concerto é frequentemente executada por músicos e conjuntos.                                    | The Philosopher's Stone, The Chamber of Secrets, The Prisoner of Azkaban,The Goblet of Fire,The Order of the Phoenix,The Half-Blood Prince,The Deathly Hallows – Part 1 eThe Deathly Hallows – Part 2 |
| Family Portrait           | Representa os pais de Harry e sua nova família em Hogwarts. | The Philosopher's Stone, The Chamber of Secrets, e The Deathly Hallows – Part 2 |
| Harry's Wondrous World    | Associado a Harry e suas amizades com Ron e Hermione. | The Philosopher's Stone, The Chamber of Secrets, The Half-Blood Prince (somente sessões de gravação) e The Deathly Hallows – Part 2                                                                   |
| Nimbus 2000               | Associado à vasoura Nimbus 2000, ao voo e às travessuras. | The Philosopher's Stone, The Chamber of Secrets, The Prisoner of Azkaban e The Deathly Hallows – Part 2                                                                                               |
| Voldemort's Theme         | Um tema de duas partes associado ao principal antagonista, Lord Voldemort. | The Philosopher's Stone e The Chamber of Secrets |
| Philosopher's Stone       | Associado à Pedra Filosofal e usado para representar Voldemort em The Chamber of Secrets. | The Philosopher's Stone e The Chamber of Secrets |
| Diagon Alley              | Representa o Beco Diagonal (Diagon Alley) como um cenário. | The Philosopher's Stone (apenas no álbum) e The Chamber of Secrets |
| Hogwarts Forever          | Uma representação temática de Hogwarts | The Philosopher's Stone |
| Quidditch Fanfare         | Representa o início das partidas de Quadribol (Quidditch). | The Philosopher's Stone e The Chamber of Secrets |
| Christmas at Hogwarts     | Associado à chegada do inverno e do Natal. | The Philosopher's Stone e The Chamber of Secrets |
| The Dark Forest           | Representa a Floresta Negra como um cenário. | The Philosopher's Stone e The Chamber of Secrets |
| The Flying Keys           | Representa objetos e criaturas mágicas voadoras, como as chaves voadoras no primeiro filme e os Cornish Pixies (Diabretes) e o bludger (balaço) no segundo filme. | The Philosopher's Stone e The Chamber of Secrets |
| The Banquet Fanfare       | Música usada durante as cenas do banquete. | The Philosopher's Stone e The Chamber of Secrets |
| The Great Hall Fanfare    | Tema associado à descoberta do incrível mundo dos bruxos. Usado para as descobertas do Beco Diagonal (no filme), de Hogwarts e do Salão Principal (e durante a seleção de Hermione). | The Philosopher's Stone |
| Ron Weasley's Motif       | Tema caprichoso usado para representar a leveza de Ron. | The Philosopher's Stone e The Chamber of Secrets |
| Weasley's Family          | Tema cômico ouvido durante cenas familiares, principalmente nas cenas da estação de trem. | The Philosopher's Stone e The Chamber of Secrets |
| Comical Theme             | Usado para o dragão do Hagrid e para a maldição de comer lesmas do Ron. | The Philosopher's Stone e The Chamber of Secrets |
| Revelation Theme          | Usado na primeira aparição da Câmara de Xadrez e da Câmara Secreta. Ouvido pela primeira vez quando Filch e Snape descobrem que alguém estava na biblioteca restrita no primeiro filme. | The Philosopher's Stone e The Chamber of Secrets |
| The Sneaking Around Theme | Ouvido com a primeira aparição de Dumbledore fora da névoa; o Trio de Ouro (Harry, Ron e Hermione) visitando Hagrid no meio da noite; a aproximação do carro voador; e Harry encontrando Nick-Quase-Sem-Cabeça e Justin Finch-Fletchley petrificados. | The Philosopher's Stone e The Chamber of Secrets |
| Dursley's Theme           | Tema cômico associado aos Dursleys. | The Philosopher's Stone e The Chamber of Secrets |
| Ghosts' Motif             | Música ouvida quando os fantasmas aparecem. Também usada no tema de Murta-Que-Geme. | The Philosopher's Stone e The Chamber of Secrets |
| Invisibility Cloak Theme  | Associado à capa durante seu uso nos dois primeiros filmes. Também usado quando Harry está escrevendo para Tom Riddle no diário e quando Tom começa a explicar a Harry os estranhos eventos que aconteceram durante o ano letivo no segundo filme. Ouvido muito brevemente no terceiro filme, quando Harry veste a capa no porão da Dedos de Mel (Honeydukes). | The Philosopher's Stone, The Chamber of Secrets e The Prisoner of Azkaban |
| Fluffy's Harp             | Música tocada pela harpa no primeiro filme, que era o instrumento usado para colocar Fofo (Fluffy) para dormir. | The Philosopher's Stone |
| Leaving Hogwarts          | Música tocada quando Harry entra no trem. | The Philosopher's Stone, The Chamber of Secrets e The Deathly Hallows – Part 2 |

### Primeira aparição emThe Chamber of Secrets
| Tema                   | Descrição | Aparece em             |
| ---------------------- | --- | ---------------------- |
| Fawkes the Phoenix     | Associado à Fênix de estimação de Dumbledore. | The Chamber of Secrets |
| Gilderoy Lockhart      | Representa a Floreios e Borrões (Flourish & Blotts) e o professor Gilderoy. | The Chamber of Secrets |
| Dobby's Theme          | Representa Dobby, o Elfo Doméstico. | The Chamber of Secrets |
| The Chamber of Secrets | Associado à Câmara Secreta (Câmara dos Segredos) como cenário. | The Chamber of Secrets |
| Moaning Myrtle         | Associada à Murta-Que-Geme. | The Chamber of Secrets |
| The Flying Car         | Representa o carro encantado usado pelos protagonistas. | The Chamber of Secrets |
| Spider's Theme         | Tema de oito notas (uma para cada perna) associado às aranhas de Aragog. Um tema semelhante é ouvido em Munique (2005), para o qual Williams já estava programado e havia começado a desenvolver. | The Chamber of Secrets |
| Lucius Malfoy's Theme  | Tema de conspiração associado a Malfoy. Ele se baseia em um tema semelhante ouvido em Star Wars: Episódio II - Ataque dos Clones.                                                                 | The Chamber of Secrets |
| Errol the Owl          | Associado à coruja de estimação da família Weasley. | The Chamber of Secrets |
| Basilisk Duel Motif    | Associado à batalha de Harry contra o Basilisco na Câmara Secreta. | The Chamber of Secrets |

### Primeira aparição emThe Prisoner of Azkaban
| Tema                    | Descrição | Aparece em                                                                                              |
| ----------------------- | --- | --- |
| Double Trouble          | Funciona como a identidade temática principal para a terceira trilha. | The Prisoner of Azkaban                                                                                 |
| Sirius Black's Theme    | Motif de três notas que representa Sirius Black como um personagem vilão. | The Prisoner of Azkaban                                                                                 |
| A Window to the Past    | Associado a personagens que têm conexões com os pais de Harry. | The Prisoner of Azkaban                                                                                 |
| Buckbeak's Flight       | Representa o Bicuço (Buckbeak) enquanto está voando. Também usado quando Harry e Hermione resgatam Sirius Black.                                                                                              | The Prisoner of Azkaban                                                                                 |
| Quidditch Motif         | Tema secundário usado para representar o Quadribol. Reprisado por Nicholas Hooper em The Half-Blood Prince durante o teste de Quadribol de Ron.                                                               | The Prisoner of Azkaban e The Half-Blood Prince                                                         |
| Patronus Theme          | Associado ao Feitiço do Patrono. | The Prisoner of Azkaban                                                                                 |
| Marauders' Motif        | Associada a Sirius Black em forma de animal, Remus Lupin em forma de lobisomem e ao próprio Mapa do Maroto (Mapa do Salteador). Assim como o tema de Peter Pettigrew, usa principalmente vizinhos cromáticos. | The Prisoner of Azkaban                                                                                 |
| Betrayal Theme          | Representa a reação emocional de Harry ao saber que seus pais foram traídos e a demissão de Lupin. | The Prisoner of Azkaban                                                                                 |
| Peter Pettigrew's Theme | Representa Peter Pettigrew. Um tema semelhante é ouvido em Munique (2005), no qual Williams estava trabalhando ao mesmo tempo.                                                                                | The Prisoner of Azkaban, The Order of the Phoenix (somente sessões de gravação) e The Half-Blood Prince |

### Primeira aparição emThe Goblet of Fire
| Tema                   | Descrição | Aparece em                                    |
| ---------------------- | --- | --------------------------------------------- |
| Voldemort's Theme      | Nova identidade temática para Lord Voldemort. | The Goblet of Fire e The Order of the Phoenix |
| Harry's Theme          | Nova identidade temática para a Harry. Sua suíte de concerto é intitulada "Harry in Winter".                                                                                     | The Goblet of Fire                            |
| Hogwarts' Hymn         | Nova identidade temática para Hogwarts. | The Goblet of Fire                            |
| Durmstrang Theme       | Identidade temática para Viktor Krum e Durmstrang. Também usada para a equipe búlgara de Quadribol.                                                                              | The Goblet of Fire                            |
| Beauxbatons Theme      | Identidade temática para a Academia de Magia de Beauxbatons. | The Goblet of Fire                            |
| Moaning Myrtle's Theme | Novo tema para Murta-Que-Geme. Usa orquestração semelhante ao tema original de Williams para o mesmo personagem.                                                                 | The Goblet of Fire                            |
| Merpeople's Theme      | Associado ao Sereianos (Merpeople) e à segunda tarefa. Ouvido pela primeira vez quando Harry abre o ovo de ouro debaixo d'água e novamente quando ele está competindo na tarefa. | The Goblet of Fire                            |

### Primeira aparição emThe Order of the Phoenix
| Tema                           | Descrição | Aparece em                                              |
| ------------------------------ | --- | ------------------------------------------------------- |
| Professor Umbridge's Theme     | Representa a professora Dolores Umbridge de Hogwarts. | The Order of the Phoenix e The Half-Blood Prince        |
| Possession Theme               | Associado a Voldemort e sua tentativa de possuir Harry. | The Order of the Phoenix e The Half-Blood Prince        |
| Weasley's Wizard Wheezes Theme | Associado às travessuras de Fred e George Weasley. | The Order of the Phoenix e The Half-Blood Prince        |
| Dumbledore's Army Theme        | Representa o Armada de Dumbledore (Exército de Dumbledore) e a união de amigos.                                                                            | The Order of the Phoenix e The Half-Blood Prince        |
| Kiss Theme                     | Representa o amor de Harry e, posteriormente, sua amizade.                                                                                                 | The Order of the Phoenix e The Deathly Hallows – Part 2 |
| Ministry of Magic Theme        | Representa o Ministério da Magia. Apresenta semelhanças na orquestração com o tema de Alexandre Desplat para o Ministério em The Deathly Hallows – Part 1. | The Order of the Phoenix                                |

### Primeira aparição emThe Half-Blood Prince
| Tema                        | Descrição | Aparece em                                           |
| --------------------------- | --- | ---------------------------------------------------- |
| "In Noctem" Theme           | Representa Albus Dumbledore. | The Half-Blood Prince                                |
| Death Eater Theme           | Ostinato rítmico para os Comensais da Morte de Voldemort.                                                                                         | The Half-Blood Prince                                |
| Malfoy's Theme              | Representa Draco Malfoy e sua missão. | The Half-Blood Prince                                |
| Slughorn's Theme            | Associado ao professor Slughorn. | The Half-Blood Prince                                |
| Harry and Hermione Theme    | Representa a amizade de Harry com Hermione. | The Half-Blood Prince                                |
| Ginny's Theme               | Novo tema de romance. Usado especificamente em referência a Ginny.                                                                                | The Half-Blood Prince                                |
| Dumbledore's Farewell Theme | Associada à morte de Albus Dumbledore. Também usado por Alexandre Desplat na trilha sonora das memórias de Snape em The Deathly Hallows – Part 2. | The Half-Blood Prince e The Deathly Hallows – Part 2 |

### Primeira aparição emThe Deathly Hallows – Part 1
| Tema                                   | Descrição | Aparece em                                                  |
| -------------------------------------- | --- | ----------------------------------------------------------- |
| Obliviate                              | Representa a perda da inocência de Harry, Ron e Hermione. Identidade principal do filme. | The Deathly Hallows – Part 1 e The Deathly Hallows – Part 2 |
| Band of Brothers Theme (Friends Theme) | Em The Deathly Hallows – Part 1, ela representa a Ordem da Fênix. Em The Deathly Hallows – Part 2, o tema é associado especificamente a Neville. Também é usado como tema para Ginny e Harry. | The Deathly Hallows – Part 1 e The Deathly Hallows – Part 2 |
| Voldemort's Theme                      | Nova identidade temática para Lord Voldemort. | The Deathly Hallows – Part 1                                |
| Death Eaters                           | Motif ostinato que representa os Comensais da Morte. Frequentemente tocado em contraponto com o tema de Voldemort. | The Deathly Hallows – Part 1                                |
| Dumbledore Theme                       | Nova identidade temática para Dumbledore e sua família. | The Deathly Hallows – Part 1 e The Deathly Hallows – Part 2 |
| Horcruxes Theme                        | Associado às horcruxes de Voldemort. Esse tema é usado pela primeira vez para o medalhão na Part 1. | The Deathly Hallows – Part 1 e The Deathly Hallows – Part 2 |
| Ron's Theme or Love Theme              | Tema associado ao Rony e como um tema de amor para ele e Hermione. Pode ser ouvido em "Ron Leaves", "Ron's Speech" e no final de "Hermione's Parents", quando Ron retorna na Part 1. É reutilizado na Part 2 durante o beijo e quando Hermione e Ron procuram Harry durante a batalha (não utilizado). | The Deathly Hallows – Part 1 e The Deathly Hallows – Part 2 |
| Hermione's Theme                       | Tema doce associado à Hermione. Esse tema pode ser ouvido com destaque na primeira parte de "Hermione's Parents" e no final de The Dumbledores. Ele é usado novamente durante a cena de tortura com Bellatrix. Nas demos da trilha sonora, esse tema também pode ser ouvido na faixa "Traveling Montage", quando Harry e Hermione desaparecem após a partida de Ron (mas essa faixa não está na trilha sonora ou no filme final). | The Deathly Hallows – Part 1                                |
| Deathly Hallows                        | Representa as Relíquias da Morte (Talismãs da Morte) como objetos. | The Deathly Hallows – Part 1 e The Deathly Hallows – Part 2 |
| Dobby's Theme                          | Nova identidade temática para Dobby. | The Deathly Hallows – Part 1                                |
| Lovegood's Theme                       | Representa Xenophilius Lovegood e, muitas vezes, está em contraponto com o tema "Deathly Hallows". Só é ouvido nos créditos. | The Deathly Hallows – Part 1                                |

### Primeira aparição emThe Deathly Hallows – Part 2
| Tema               | Descrição                                     | Aparece em                   |
| ------------------ | --------------------------------------------- | ---------------------------- |
| Lily's Theme       | Associado à memória da mãe de Harry.          | The Deathly Hallows – Part 2 |
| Statues            | Representa a Batalha de Hogwarts.             | The Deathly Hallows – Part 2 |
| Battlefield        | Tema secundário para a Batalha de Hogwarts.   | The Deathly Hallows – Part 2 |
| Severus and Lily   | Representa o amor de Snape pela mãe de Harry. | The Deathly Hallows – Part 2 |
| Resurrection Theme | Representa a Pedra da Ressurreição e a vida.  | The Deathly Hallows – Part 2 |